# Sentinela do Sul
Sentinela do Sul là một đô thị thuộc bang Rio Grande do Sul, Brasil. Đô thị này có diện tích 281,959 km², dân số năm 2007 là 5312 người, mật độ 18,84 người/km².